# Procloraz
Procloraz, conocido bajo la marca comercial Sportak, es un  fungicida imidazol que se introdujo al mercado en 1978 y se utiliza ampliamente en Europa, Australia, Asia y América del Sur dentro de la jardinería y la agricultura para controlar el crecimiento de hongos. No está registrado para su uso en los Estados Unidos. En Argentina, se encuentra prohibido para el cultivo de cítricos.
De manera similar a otros fungicidas azoles, el procloraz es un inhibidor de la enzima lanosterol 14α-desmetilasa (CYP51A1), que es necesaria para la producción de ergosterol, un componente esencial de la membrana celular de los hongos, a partir de lanosterol. El agente es un fungicida protector y curativo de amplio espectro, eficaz contra Alternaria spp., Botrytis spp., oídio, Helminthosporium spp., Fusarium spp., Pseudocerosporella spp., Pyrenophora spp., Rhynchosporium spp. y Septoria spp. 
Como muchos fungicidas basados en el imidazol, triazol y antifúngicos, el procloraz no es particularmente selectivo en sus acciones. Además de la inhibición de lanosterol 14α-desmetilasa, también se ha encontrado que procloraz actúa como antagonista de los receptores de andrógenos y estrógenos, como agonista del receptor de aril hidrocarburo y como inhibidor de enzimas en la vía de la esteroidogénesis como CYP17A1 y aromatasa. Se ha demostrado que produce malformaciones reproductivas en ratones. Como tal, el procloraz se considera un disruptor endocrino.